# 영천 최씨
영천 최씨(永川崔氏)는 경상북도 영천시를 본관으로 하는 한국의 성씨이다. 시조 최한(崔漢)은 전주 최씨의 시조 최균의 후손이며, 고려 고려에서 공을 세워 연산부원군에 봉해졌다.

## 참고 자료dlT“영천최씨(永川崔氏)”. 뿌리를 찾아서.[깨진 링크(과거 내용 찾기)]
- http://www.영천최씨.org/html/02/01.php 영천 최씨 대종회 전자 족보에서의 "영천최씨 뿌리 탐구"